# Príncipe Vijaya
El príncipe Vijaya (විජය කුමරු en cingalés) (Sinhapura; siglo VI a. C.-Tambapaṇṇī, Sri Lanka; c. 505 a. C.) fue el primer rey cingalés originario de Sri Lanka, según las crónicas de Ali incluidas en el Maja-vansha. 

## Primer rey registrado de Sri Lanka
El Maja-vansha menciona Vijaya como el primer rey registrado de Sri Lanka en Sinhapura, que se conoce como la capital del legendario rey indio Sin Abahu. Su reinado tradicionalmente data del 543 al 505 a. C. De acuerdo con las leyendas, él y cientos de sus seguidores llegaron a Sri Lanka después de ser expulsados de un reino de la India. En Sri Lanka, desplazaron a los habitantes originales de la isla (iaksas), establecieron un reino y se convirtieron en antepasados del pueblo cingalés moderno.
Vijaya fue nombrado príncipe gobernante por su padre, pero él y su grupo de seguidores se hicieron famosos por sus actos de violencia. Algunos ciudadanos prominentes exigieron que se condenara a muerte a Vijaya, después de que sus reiteradas quejas no lograran detener sus acciones. 
El rey Sin Abahu decidió expulsar a Vijaya y a dos de sus seguidores, Boku y Chico, del reino. Las cabezas de los hombres fueron rapadas por la mitad y puestas en un barco enviado al mar. Las esposas e hijos de 700 hombres también fueron enviados en barcos separados. 
Vijaya ordenó a sus seguidores que anclaran en un lugar llamado Supparaka. Las mujeres echaron anclas en Mahila Dipaka y los niños fondearon en Nagga Dipa. El barco de Vijaya llegó a Sri Lanka, a un área conocida como Thambapanni, el mismo día que Buda murió en el norte de la India. 
Aquellos que creen que el príncipe Vijaya partió de la costa oeste de la India, pues Sinhapura se encuentra en Guyarat, ubicaron Supparaka en la actual Nala Sopara. Por otra parte, quienes creen que Sinhapura se encuentra en la región de Wangga-Kalingga lo identifican con lugares ubicados en la costa este de la India. Por ejemplo, S. Krishnaswami Aiyangar especuló que Supparaka podría ser lo mismo que Sumatra. 